# Die Dreigroschenoper (1931)
Die Dreigroschenoper ist ein deutsch-amerikanischer Spielfilm von Georg Wilhelm Pabst aus dem Jahr 1931. Er entstand frei nach Bertolt Brechts gleichnamigem Bühnenstück. In der Zeit des Nationalsozialismus war der Film verboten.

## Handlung
Der Film spielt im Londoner Unterweltmilieu. Der Bandenchef Mackie Messer entdeckt nach einem Ausflug zu seiner Hure Jenny die schöne Polly und beschließt auf der Stelle, sie zu heiraten. Seine Bande raubt flugs eine Hochzeitsausstattung zusammen und noch am selben Abend findet die Feier statt, bei der auch Mackies Freund, der Polizeichef Tiger-Brown, anwesend ist.
Als Pollys Vater, der „Bettlerkönig“ Peachum, von der eiligen Hochzeit erfährt, ist er außer sich, denn Polly sollte in seinem Unternehmen arbeiten, das die Bettler organisiert und deren Geld einnimmt. Er fordert Tiger-Brown zur Verhaftung Mackie Messers auf und droht ihm, die Krönung der Königin durch seine Bettler stören zu lassen. Auf Anraten Browns flieht Mackie und findet bei der Hure Jenny Unterschlupf, die ihn aus Eifersucht und Rache der Polizei ausliefert.
Peachum hat zwischenzeitlich seine Bettlerschar formiert. Polly kauft eine Bank, die sie mit Mackies Bande betreibt. Und als dieser wieder mit Jennys Hilfe aus dem Gefängnis entkommt, ist er Bankdirektor. Peachum kann seine Bettler nicht mehr aufhalten. Tiger-Brown verliert wegen der Störung des Krönungszuges seinen Polizeiposten. Er und auch Peachum finden sich schließlich in Mackie Messers Bank ein und werden Teilhaber.

## Hintergrund

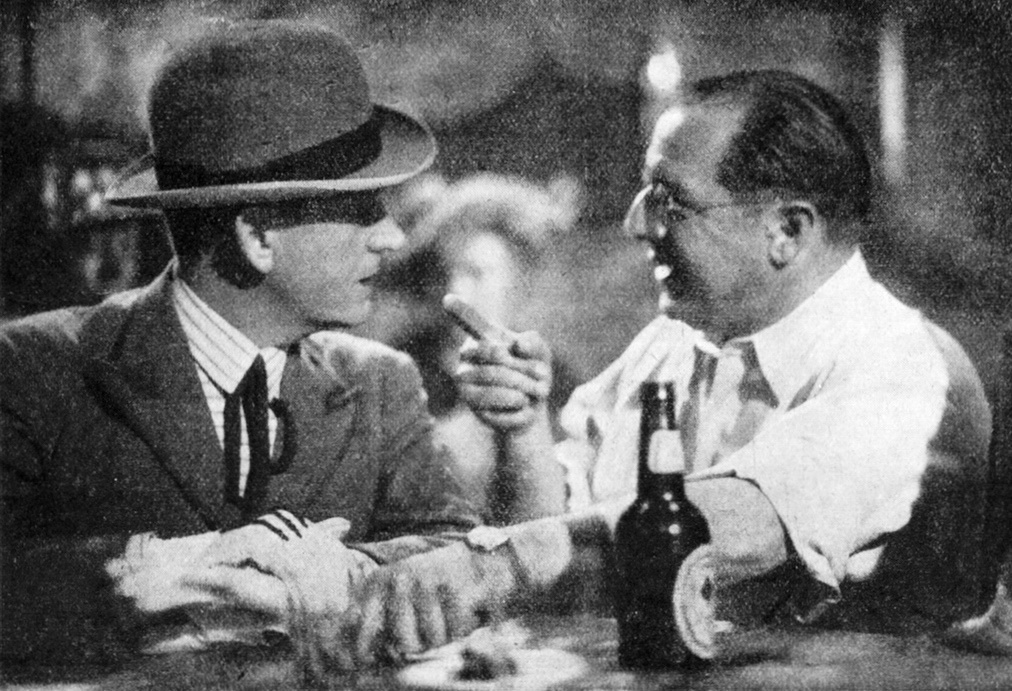
G. W. Pabst und Albert Préjean bei den Dreharbeiten der französischen Sprachfassung

Ausführende Produktionsgesellschaft war Nero-Film für Tobis-Klang-Film und Warner Brothers. Für die Filmfassung wurde zunächst Bertolt Brecht verpflichtet, doch dieser schrieb in Abweichung von seinem Theaterstück schärfere antikapitalistische Haltungen ins Drehbuch. Er wurde daraufhin von der Produktion ausgeschlossen. Aus der Handlung des Bühnenstücks und Brechts „Die Beule“ genannten Aufzeichnungen für den Film entstand diese romantisierende Verfilmung. Brecht und Weill strengten gegen diese einen Zivilprozess an, der in erster Instanz erfolglos blieb; die Parteien einigten sich jedoch dann in einem Vergleich (siehe auch: Die Dreigroschenoper#Der Dreigroschenprozess).
Die Bauten des Films stammen von Andrej Andrejew. Die Dreharbeiten fanden von September bis November 1930 statt. Uraufführung war am 19. Februar 1931 im Berliner „Atrium“.
In Nürnberg und anderen Orten protestierten Nationalsozialisten gegen die Aufführung des Films. Nach ihrer Machtübernahme wurde er 1933 verboten.
Der Film wurde unter Pabsts Regie auch in einer französischen Version mit überwiegend anderer Besetzung gedreht. Mackie Messer wurde hier von Albert Préjean gespielt.

## Kritiken
Die zeitgenössische Kritik hob insbesondere die technischen Aspekte der filmischen Ausstattung und das Spiel des Hauptdarstellers Forster hervor.

## Trivia
Trotz des Verbotes wurde der Film in Neubabelsberg den jungen Filmeleven „als Musterbeispiel für beste Kamera, beste Regie, beste Darstellung“ vorgeführt. Zu seinem 50. Geburtstag wurde er zusammen mit 49 weiteren Filmen (u. a. Frau im Mond, Spione) dem „Filmliebhaber“ Adolf Hitler  geschenkt und die Darsteller mussten unterschreiben.